# Vlkanová
Vlkanová (maďarsky Farkaspetőfalva) je obec na Slovensku v okrese Banská Bystrica. V obci žije přibližně 1 300 obyvatel. První písemná zmínka o obci pochází z roku 1294.